# Luis de Llanza y de Bobadilla
Luis Gonzaga de Llanza y de Bobadilla (Zaragoza, 3 de noviembre de 1884-San Sebastián, 28 de diciembre de 1970), fue un noble y político tradicionalista español, xi duque de Solferino, xii marqués de Coscojuela, xiv conde del Castillo de Centelles, dos veces grande de España.

## Biografía
Hijo de Manuel de Llanza y de Pignatelli de Aragón y de María Asunción de Bobadilla y Martínez de Arizala, al morir su padre en 1927 heredó sus títulos. Contrajo matrimonio en Barcelona el 7 de abril de 1913 con María de los Dolores de Albert y Despujol, hija de Carlos de Albert y Peralta, barón de Terrades, y de Mercedes Despujol y Pujol de Senillosa.
Era propietario del castillo de Gotmar y de muchas tierras en el Alto Aragón. Militó en la Comunión Tradicionalista, partido con el que en 1913 fue elegido concejal del ayuntamiento de Barcelona.
Fue un importante socio del Instituto Agrícola Catalán de San Isidro y de la Cámara Oficial de la Propiedad. Su palacio Centelles fue expropiado por la consejería de Cultura de la Generalidad de Cataluña el 19 de julio de 1936 para instalar en él una escuela.
Le sucedió en el ducado de Solferino su hijo Carlos de Llanza y Albert.